# Calandula
Calandula é uma cidade e município da província de Malanje, em Angola.
O município de Calandula tem 70 mil e 37 quilómetros quadrados e uma população estimada em 72 mil e 400 habitantes. É limitado a norte pelo município de Cuale, a leste pelos municípios de Caombo, Cuaba Anzoji e Angola-Luíje, a sul pelo município de Malanje, e a oeste pelos municípios de Cacuso e Cateco Cangola.
O município é constituído pela comuna-sede, correspondente à cidade de Calandula, e pela comuna de Cota. Até setembro de 2024 seu território continha as comunas de Cateco Cangola, Cuale e Quinje.
No município, situam-se as famosas quedas de Calandula, bem como as de Musseleji, de Matão-a-Luando e de Bango-a-Zenza.
Fundado em 2 de setembro de 1929, até 1975 teve a designação de "Duque de Bragança", nome atribuído para homenagear o soberano português, Dom Pedro V que, na altura do início da colonização da localidade, detinha o título monárquico de Duque de Bragança.